# Lovers (muzikál)
Lovers je americký muzikál z roku 1974 s hudbou Stevea Sternera a textem a knihou Petera del Valleho.
Postavami je v něm šest homosexuálních mužů, kteří tvoří tři páry: jeden pár středního věku, jeden pár chlapců, kteří právě dokončili vysokou školu, a pár dvou starších mužů.
Lovers byl otevírací produkcí společnosti homosexuálního divadla „The Other Side of Silence“ (TOSOS). Po úspěchu i mimo homosexuální publikum byla inscenace přesunuta a 27. ledna 1975 byla premiérována v Players Theater na MacDougal Street, kde se hrála 118krát.

## Pozadí
Ačkoliv se měl muzikál hrát pouze několikrát v únoru 1974, byl z důvodu neočekávaného úspěchu opakován i v říjnu daného roku.
Jeho slogan zněl „The Musical That Proves It’s No Longer Sad to Be Gay“ (překlad: „Muzikál, který dokazuje, že již není smutné být gay“). Dokonce i slova jedné z písní („Somehow I’m Taller) říkají: „No longer sad about being gay.” (překlad: “Už nejsem smutný, že jsem gay.”)
Autoři se rozhodli toto dílo zaměřit na vztahy plné lásky a oddanosti, bez nahoty a sexu. Dokonce i polibky byly omezeny, v průběhu celého muzikálu proběhne dojde pouze k jednomu. Jediné číslo, které se tomuto konceptu vymyká, je „The Trucks“.
Hudební číslo „Somehow I’m Taller“ bylo inspirováno číslem „I’m Gay“ z muzikálu Let My People Come.

### Ohlas
K produkci je k nalezení několik recenzí, například od Michaela Feingolda. Ten nazývá muzikál jako ‚revue about the joys and woes of gay „married“ couples‘ (překlad: ‚revue o radostech a strastech homosexuálních „ženatých“ párů) a porovnává zacílení muzikálu na speciální publikum k filmům od Blaxploitation. Text od Petera del Valleho nepovažuje za nápaditý, ale spíše za přitažlivý a zábavný pro dané diváky, a to i přesto, že nepřináší žádná překvapení.

## Děj
Muzikál je vystaven z epizod ze životů daných párů, nejedná se tedy o kontinuální sled událostí. Mezi diskutovaná témata patří (sado-)masochismus (píseň „Belt & Leather“ opěvuje fyzické tresty), fetišizace, smrt dlouhodobého partnera, seznamování se, podvádění a důvěra, a také promiskuita a hraní rolí (existuje ženská a mužská role ve vztahu dvou mužů?). Spousta z témat není primárně zaměřená na gaye, a proto mohou dosáhnout i k širšímu publiku.
Některá z témat se však týkají přímo homosexuálního života – například boj o patřičné místo homosexuálů ve společnosti, jak je předvedeno v písních Celebrate a Somehow I’m Taller.
Některá čísla jsou hrána žesťovými nástroji ve stylu 40. a 50. let, jedno z nich je balada, spousta písní je v rock’n’rollu 50. let, některá jsou country and western.

## Hudební čísla
| První jednání - „Lovers“ – Company - „Look At Him“ – Eddie & Freddie - „Make It“ – Harry & Dave - „I Don’t Want To Watch TV/20 Years“ – Company - „Somebody, Somebody Hold Me“ – Dave - „Belt & Leather“ – Harry & Dave - „There Is Always You“ – George - „Celebrate/Hymn“ – Company - „Somehow I’m Taller“ – Eddie, George & Company | Druhé jednání - „Role Playing“ – George & Spencer, Freddie & Eddie - „Argument“ – George & Spencer - „Where Do I Go From Here?“ – Freddie with George, Harry & Dave - „The Trucks“ – Spencer, Harry & Company - „Don’t Betray His Love“ – George & Company - „Help Him Along“ - „You Came To Me as a Young Man“ – Spencer - „Lovers (Reprise)“ – Company - „Somehow I’m Taller (Reprise)“ – Company |

## Obsazení
| Postava | Původní obsazení v The Basement Theater | Obsazení v Players Theatre |
| ------- | --------------------------------------- | -------------------------- |
| Freddie | Martin Rivera                           | Martin Rivera              |
| Eddie   | Jerry Bell                              | Michael Cascone            |
| Harry   | David Fernandez                         | John Ingle                 |
| Dave    | Joe Esquibel                            | Robert Sevra               |
| Spencer | Peter del Valle                         | Reathel Been               |
| George  | Barret Keller                           | Garry Sneed                |